# Hohes Rad (Silvretta)
Das Hohe Rad ist ein 2934 m ü. A. hoher Berg in der Silvretta-Gruppe an der Grenze zwischen Vorarlberg und Tirol. Der Berg liegt am Ostufer des Silvrettastausees bei der Bielerhöhe (2.036 m).
Der Gipfel ist von der Bielerhöhe entweder durch das Ochsental oder durch das Bieltal zu erreichen. Am Radsattel (2652 m) treffen sich beide Anstiege, der Gipfelhang ist leicht ausgesetzt und erfordert Trittsicherheit. Weiterhin gibt es einen kürzeren Anstieg von Norden, der etwas unterhalb des Bielerdammes vom Weg durch das Bieltal nach Süden abzweigt (dort Wegweiser), sich steil über den Nordrücken des Hohen Rades hinaufwindet und an der Radschulter (2697 m ü. A.) auf den vom Radsattel kommenden Weg trifft. Ab dort sind es noch etwa 40 Minuten zum Gipfel.
Zwischen dem Gipfel und dem Bieltal ist der Radsee (etwa 2460 m ü. A.) in einer Hochmulde eingebettet. 